# Männer, Mädchen, Diamanten
Männer, Mädchen, Diamanten ist ein britischer Abenteuerfilm aus dem Jahr 1949. David MacDonald inszenierte den am 5. August 1950 im deutschen Sprachraum angelaufenen Film.

## Handlung
In Südafrika wurde ein Diamantenvorkommen entdeckt; der britische Unternehmer Stafford Parker versucht, es auszubeuten, während in der nahegelegenen Siedlung der Minenarbeiter im Zuge erhofften Geldsegens beinahe anarchische Zustände wieder in Ordnung zu bringen sind. Besonders gegen den aufbrausenden Muller muss Parker Witz und Kraft einsetzen, um das Aufkeimen der alten Rivalitäten zwischen Briten und Buren wieder einzudämmen. Gleichzeitig muss er sich zwischen zwei Frauen, dem Barmädchen Dora Bracken und der bürgerlichen Mary Hart, entscheiden.

## Kritik
„Abenteuerfilm aus Serienfertigung, der das Westernschema auf das Südafrika des 19. Jahrhunderts überträgt“, schreibt das Lexikon des internationalen Films. „Der finale Zweikampf ist nicht ganz der Kampf am O.K.Corral, reicht aber als britische Alternative zu dieser berühmten Westernschlacht.“, so Hal Erickson.

## Bemerkungen
Der Film wurde von der The Rank Organisation produziert, um Ealing Studios’ Eureka Stockade Konkurrenz zu machen, der ebenfalls in den (ehemaligen) britischen Kolonien spielt. Es handelt sich um einen der letzten unter der Marke Gainsborough Pictures veröffentlichten Filme. Oftmals wird der Film als Western klassifiziert.

## Synchronisation
Die deutschsprachige Synchronisation entstand bei der Synchron Film in Hamburg nach einem Dialogbuch von Volker J. Becker, der auch die Dialogregie übernahm.
- David Farrar: Erwin Linder
- Honor Blackman: Marianne Kehlau
- Diana Dors: Sabine Krebs
- Niall MacGinnis: Hermann Schomberg
- Andrew Crawford: Günter Mandel
- Mervyn Johns: Otto Graf